# Калокер
Калокер (грчки: Καλόκαιρος; –334.) био је римски узурпатор против цара Константина I, који је 334. подигао краткотрајну побуну на Кипру. Његова побуна је брзо угушена, а он је погубљен заједно са својим командантима, жив спаљен.

## Историја
Пре побуне, Калокер је служио као Magister pecoris camelorum („Господар стада и камила“) на Кипру, према историчару Аурелију Виктору. Да ли његова необична титула подразумева неку војну команду („капетан камила“) или само ропски положај („водећи пастирски роб“) није сигурно, мада у сваком случају у то доба није било камила на Кипру. На ову позицију га је поставио цар Константин I 330. године. Током периода побуне, царска моћ и легитимитет заснивали су се готово у потпуности на војној моћи. Да би постао и остао цар, узурпатору је била потребна велика и лојална војска. Због тога је дошло до великог броја пролазних побуна, које је или брзо угушио актуелни цар, или су њиховог узурпатора убиле његове сопствене трупе.
Калокер се побунио на Кипру 334. године, прогласивши се царем. Брзо га је поразио Флавије Далмације, полубрат цара Константина I. Након пораза, одведен је у Тарс у Киликији и тамо жив спаљен, заједно са својим командантима. Вероватно је да је Калокеров низак статус (Magister pecoris camelorum) утицао на малу подршку коју је добио, што је довело до његове брзе смрти. Далмације је прикупио доказе да је у све био умешан ванбрачни син Лицинија, који је био цар пре Константина I. Овај син је био легитимисан едиктом и преживео је пад свог оца, а и даље је имао висок, иако незабележен, ранг у Римском царству. Далмације је искористио ове доказе да или погуби или пороби ванбрачног сина.

## Извори
1. ↑  Philostorgius; Amidon, Philip R. (2007). Philostorgius: church history. Writings from the Greco-Roman world. Atlanta, GA: Society of Biblical Literature. ISBN 978-1-58983-215-2.
2. ↑  Lenski, Noel Emmanuel, ур. (2006). The Cambridge companion to the Age of Constantine. Cambridge ; New York: Cambridge University Press. ISBN 978-0-521-81838-4. OCLC ocm59402008.
3. ↑  McDowell, Robert H. (1941-07-01). „A History of Cyprus. By Sir George Hill. Volume I, To the Conquest by Richard Lion Heart. (Cambridge: University Press; New York: Macmillan Company. 1940. Pp. xviii, 352. $6.00.)”. The American Historical Review. 46 (4): 853—854. ISSN 1937-5239. doi:10.1086/ahr/46.4.853.
4. ↑  Bleckmann, Bruno (Strasbourg), Calocaerus (на језику: енглески), Brill, Приступљено 2025-05-05
5. ↑  Hunt, David; Coldstream, John Nicholas, ур. (1990). Footprints in Cyprus: an illustrated history (Rev. ed изд.). London: Trigraph. ISBN 978-0-9508026-7-1.
6. ↑  Philostorgius; Amidon, Philip R., ур. (2007). Philostorgius: church history. Writings from the Greco-Roman world. Atlanta: Society of Biblical Literature. ISBN 978-1-58983-215-2.
7. ↑  Hornblower, Simon; Spawforth, Antony, ур. (1998). The Oxford companion to classical civilization. Oxford ; New York: Oxford University Press. ISBN 978-0-19-860165-4.